# George Stephen Morrison
Kontradmirál George Stephen Morrison (7. ledna 1919, Rome, Georgie – 17. listopadu 2008, Coronado, Kalifornie) byl příslušníkem námořnictva Spojených států amerických. Byl velitelem amerických námořních sil během incidentu v Tonkinském zálivu v srpnu 1964, který vyvolal eskalaci americké angažovanosti ve vietnamské válce. Jeho synem byl Jim Morrison, frontman skupiny The Doors.

## Mládí a vzdělání
Narodil se ve městě Rome v Georgii. Byl synem Paula Raymunda Morrisona (1886 - 1971) a Caroline (rozené Hoover, 1891-1984) a vyrůstal v Leesburgu na Floridě. V roce 1938 začal studovat na Námořní akademii Spojených států, absolvoval v roce 1941 a získal hodnost ensign. Byl vyslán na Havaj, stal se členem posádky minonosky (přestavěné z torpédoborce) USS Pruitt. Dne 7. prosince 1941 byl svědkem japonského útoku na Pearl Harbor.

## Kariéra
V roce 1943 zahájil letecký výcvik na námořní letecké základně Pensacola na Floridě. Výcvik absolvoval na jaře 1944 a poté bojově létal na válčišti v Pacifiku až do konce války.
Po válce sloužil jako instruktor v programu jaderných zbraní, během korejské války působil ve spojeném operačním centru v Soulu, za což byl vyznamenán Bronzovou hvězdou.

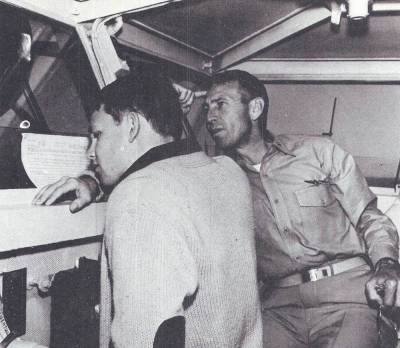
Se synem Jimem na můstku lodi Bon Homme Richard

Roku 1963 se stal velitelem letadlové lodi USS Bon Homme Richard (třída Essex), vlajkové lodi 3. divize letadlových lodí v Pacifiku, se základnou v Alamedě v Kalifornii. Morrison velel divizi během kontroverzního incidentu v Tonkinském zálivu v srpnu 1964, který vyústil v dramatickou eskalaci války ve Vietnamu.
V roce 1966 byl ve věku 46 let povýšen na kontradmirála (Rear Admiral). Roku 1968 byl velitelem Task Force 77 v západním Pacifiku. Jeho vlajkovou lodí byla USS Hancock. Kromě operací proti komunistickým silám v Severním Vietnamu byla jednotka v prosinci vyslána ke Koreji na podporu jihokorejských sil, bojujících se severokorejskými infiltrátory během incidentu v demilitarizované zóně. Úspěšně vedl jednotku při zadržování severokorejských sil, přes pokusy sovětských torpédoborců zabránit letovému provozu tím, že se pokoušely zkřížit cestu Hancocku. Roku 1972 byl jmenován velitelem námořních sil na Marianách. Byl zodpovědný za pomoc vietnamským uprchlíkům, umístěným na Guam po pádu Saigonu v roce 1975.
Kontradmirál Morrison byl 3. července 1971 ve Washingtonu hlavním řečníkem na ceremoniálu vyřazení USS Bon Homme Richard, jeho první lodi jako admirála. Ve stejný den jeho syn Jim zemřel v Paříži ve věku 27 let.
Morrison odešel do výslužby v srpnu 1975, v hodnosti Rear Admiral (upper half).

## Osobní život
Morrison se oženil s Clarou Virginií Clarke (1919-2005) na Havaji roku 1942. Jejich syn James Douglas se narodil 8. prosince 1943 v Melbourne na Floridě, kde žili v době umístění na místní základně námořního letectva. Dcera Anne Robin se narodila roku 1947 v Albuquerque v Novém Mexiku a stala se učitelkou v Thousand Oaks v Kalifornii, druhý syn Andrew Lee Morrison se narodil roku 1948 v Los Altos v Kalifornii a žije v Pahoa na Havaji.
Manželé na odpočinku žili v Coronadu a Chula Vista v Kalifornii. Clara Clarke Morrison zemřela po dlouhé nemoci ve věku 86 let 29. prosince 2005 v Coronadu. Kontradmirál Morrison zemřel v Coronadu 17. listopadu 2008. Vzpomínková bohoslužba proběhla 24. listopadu na hřbitově Fort Rosecrans National Cemetery v San Diegu. Jeho popel byl rozptýlen do moře nedaleko místa poblíž Point Loma, kde byl o tři roky dříve rozptýlen popel jeho ženy.